# Lucus Feroniae

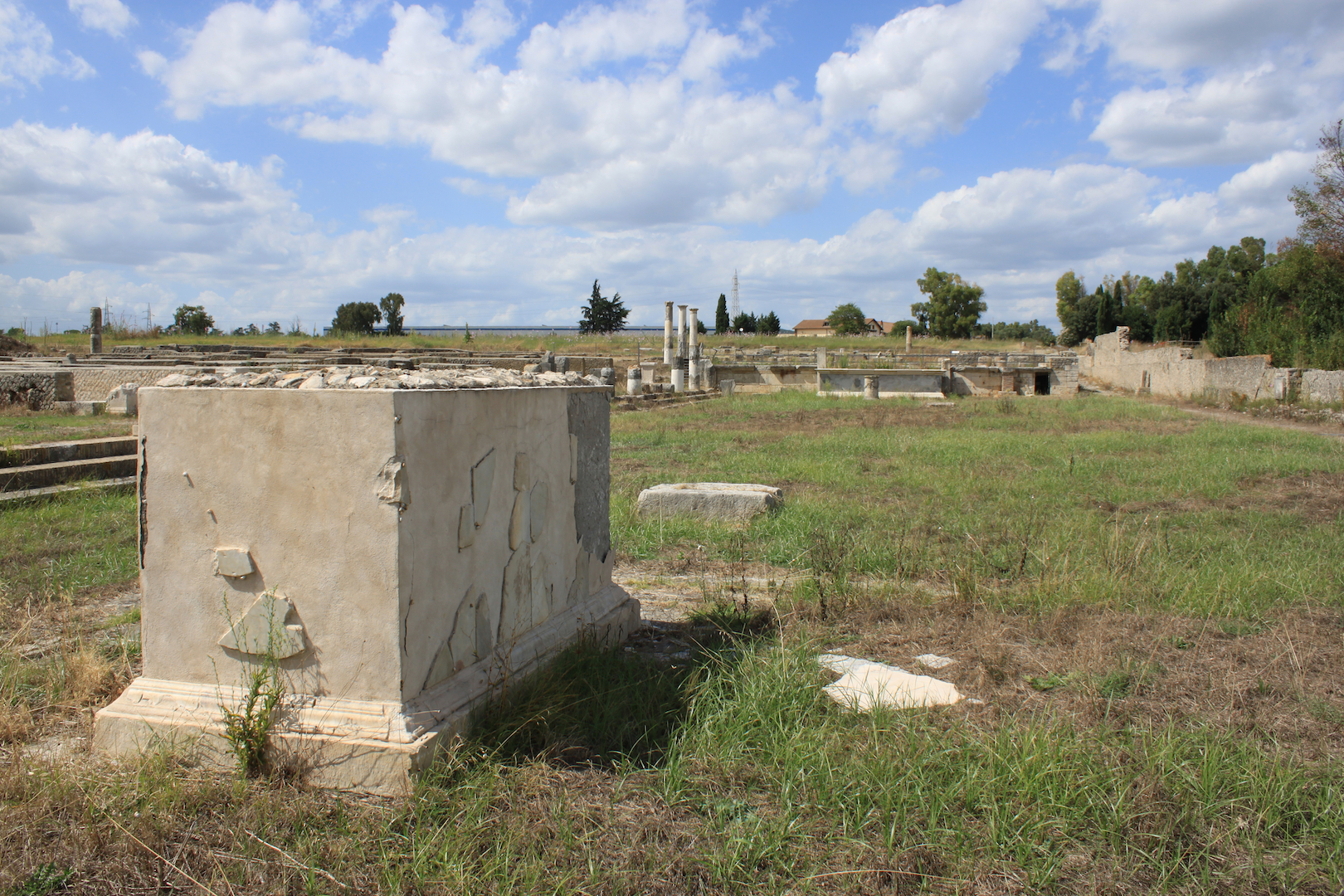
Vue du site archéologique (forum).

Le Lucus Feroniae (« bois sacré de Feronia ») est un site archéologique situé dans la commune de Capena, sur la Via Tiberina près de Fiano Romano.
Un autre lieu de culte était le Mont Soracte, dans l'actuelle  municipalité de Sant'Oreste. Ces deux sites sont parfois et à tort  confondus dans les textes modernes.

## Description
Le Lucus Feroniae, situé à proximité de la petite cité de Capène (à l'est, en direction du Tibre), était le lieu de contact de trois antiques groupes ethniques : Latins, Sabins et Étrusques. C'était à la fois un lieu de culte et l'emplacement d'un important marché. Plus tard, sous Jules César, une colonie romaine fut établie à cet endroit.
Les restes archéologiques comprennent le forum romain de forme rectangulaire, une basilique et un temple d'époque républicaine dont les façades donnent sur le forum ; un autre temple dédié à une divinité non identifiée et une rue piétonne flanquée d'arbres sur laquelle donnent des tabernæ, boutiques ou négoces dont certaines ont un pavement de mosaïques et d'autres une enseigne qui indiquait l'activité commerciale qui était exercée à l'intérieur.
Il y avait également un amphithéâtre, pouvant contenir 5 000 spectateurs, des thermes, avec frigidarium, tepidarium et caldarium, ainsi qu'une schola.
Au centre du forum devait probablement trôner la statue de l'empereur.
À l'intérieur du musée, on peut voir des statues dont la tête et les mains sont interchangeables selon l'empereur en fonction.